# Seth Baczynski
Seth Baczynski (Honolulu, 26 de novembro de 1981) é um lutador estadunidense de MMA que atualmente compete pela categoria Peso Meio Médio. Ele é lutador profissional desde 2006 e participou do The Ultimate Fighter: Team Liddell vs. Team Ortiz.

## Carreira no MMA

### Início da Carreira
Baczynski iniciou no MMA profissional em 2006 fazendo sua estreia num evento do Rage in the Cage. Baczynski perdeu a luta para Shane Johnson por finalização no primeiro round. Baczynski se recuperou da perda e venceu três lutas consecutivas, todas no Rage in the Cage.

### International Fight League
Em seguida, ele assinou um contrato com a International Fight League. Ele estreou na promoção contra Brent Beauparlant, perdendo por decisão. Foi lhe dada uma segunda chance para lutar contra Dan Molina. A luta terminou com Baczynski mais uma vez derrotadp. Baczynski foi dispensado do IFL após a perda.

### Pós-IFL
Baczynski obteve um recorde de 7–1 após deixar o IFL. Ele então enferntou Roger Bowling, perdendo por um devastador nocaute aos nove segundos de luta. Baczynski voltou a vencer em seguida contra Tom Nguyen no Wild Bill's Fight Night. Ele foi ums dos selecionados para participar do The Ultimate Fighter.

### The Ultimate Fighter
Baczynski foi um dos 28 competidores selecionado para a 11ª temporada do The Ultimate Fighter. Para chegar até o show e se tornar um dos 14 lutadores, Baczynski teve que lutar contra Court McGee. Após três rounds, os juízes concederam a vitória ao McGee, assim eliminando Baczynski.
Depois de um lutador se lesionar e ser forçado a sair da competição, Baczynski foi teve a oportunidade de substituí-lo. Em sua primeira luta de volta ele enfrentou a última escolha da Team Liddell, Joseph Henle. Baczynski venceu a luta por decisão unânime após três rounds e passou para as quartas de final.
Nas quartas de final, Baczynski enfretou o amigo Brad Tavares. No primeiro round, Baczynski desferiu chutes ilegais na cabeça de Tavares. Baczynski imediatamente se desculpou, sabendo que ele poderia ter ferido seriamente Tavares, que foi para o seu córner e caiu. Depois de discutir o assunto com os médicos, Herb Dean interrompeu a luta e Tavares foi declarado vencedor por desclassificação, avançando-lo para as semi-finais.

### Ultimate Fighting Championship
Baczynski fez sua estreia no UFC debut em uma revanche contra Brad Tavares no The Ultimate Fighter: Team Liddell vs. Team Ortiz Finale. Baczynski perdeu a luta por decisão unânime dos juízes após três rounds (29-28, 29-28, 29-28).
Após a derrota para Tavares, Baczynski foi dispensado do UFC.

### Pós-UFC
Logo após ser liberado do UFC, Baczynski assinou com o Strikeforce e foi programado para fazer sua estreia no Strikeforce Challengers: Riggs vs Taylor contra Erik Apple. No entanto, Apple foi forçado a sair da luta e um substituto não foi encontrado, assim cancelando o combate.
Ele então enfrentou o veterano Tim McKenzie, no Tachi Palace Fights 7.  Baczynski venceu por nocaute técnico após aplicar socos e cotoveladas em McKenzie.
Em abril de 2011, Baczynski se tornou o campeão interino meio médio do Ringside MMA quando venceu por nocaute técnico (então invicto) Alex Garcia no Ringside MMA 10.

### Retorno ao UFC
Baczynski retornou ao UFC para enfrentar Clay Harvison no dia 17 de setembro de 2011 no UFC Fight Night 25, para substituir o lesionado DaMarques Johnson. Ele venceu por finalização (mata-leão) no segundo round.
Baczynski foi selecionado de última hora para enfrentar Matt Brown em novembro de 2011 no UFC 139. Ele venceu por finalização após aplicar uma guilhotina no segundo round.
Baczynski lutou contra Lance Benoist em 8 de junho de 2012 no UFC on FX: Johnson vs. McCall. Baczynski venceu Benoist por decisão dividida.
Baczynski enfentou em seguida Simeon Thoresen no UFC 152. Baczynski surpreendeu Thoresen após acertar um grande soco no final do primeiro round.
Baczynski era esperado para enfrentar Kyle Noke em dezembro de 2012 no UFC on FX: Sotiropoulos vs. Pearson.  No entanto, Noke foi retirado do card após sofrer uma lesão no ombro e foi substituído por Mike Pierce. Baczynski perdeu por decisão unânime.
Baczynski lutou contra o recém chegado a promoção Brian Melancon no dia 6 de julho de 2013 no UFC 162. Ele perdeu por nocaute após Melancon aplicar vários golpes no ground and pound no final do primeiro round.
Baczynski enfrentou Neil Magny no UFC: Fight for the Troops 3. Ele venceu por decisão unânime.
Baczynski enfrentou Thiago Alves no UFC on Fox: Werdum vs. Browne. Baczynski perdeu por decisão unânime. Apesar da derrota, a luta contra Alves recebeu o prêmio de Luta da Noite
Baczynski enfrentou Alan Jouban no dia 16 de agosto de 2014 no UFC Fight Night: Bader vs. St. Preux e foi derrotado por nocaute no primeiro round. A luta ganhou o prêmio de Luta da Noite.
Baczynski lutou contra Leon Edwards em 11 de Abril de 2015 no UFC Fight Night: Gonzaga vs. Cro Cop 2 e foi derrotado por nocaute em apenas 8 segundos do primeiro round, sendo essa sua terceira derrota seguida.
Dias após a derrota, Baczynski foi liberado do UFC.

## Títulos e campeonatos

### MMA
- Ultimate Fighting Championship
  - Luta da Noite (Uma vez)
- Ringside MMA
  - Campeão Interino Peso Meio-Médio do Ringside Welterweight Championship (Uma vez)

## Cartel no MMA
| Cartel no MMA   |             |             |
| 34 lutas        | 20 vitórias | 14 derrotas |
| Por nocaute     | 8           | 4           |
| Por finalização | 10          | 5           |
| Por decisão     | 2           | 5           |

| Res.    | Cartel | Oponente          | Método                                 | Evento                                   | Data       | Round | Tempo | Local                   | Notas                                                   |
| ------- | ------ | ----------------- | -------------------------------------- | ---------------------------------------- | ---------- | ----- | ----- | ----------------------- | ------------------------------------------------------- |
| Vitória | 20-14  | Jonathan Casimiro | Nocaute Técnico (socos)                | WFF MX: World Fighting Federation Mexico | 15/10/2016 | 2     | 4:15  | Puerto Peñasco          |                                                         |
| Derrota | 19-14  | Jesse Taylor      | Decisão (unânime)                      | TFE MMA: Vengeance                       | 26/08/2016 | 3     | 5:00  | Anaheim, California     |                                                         |
| Derrota | 19-13  | Leon Edwards      | Nocaute (socos)                        | UFC Fight Night: Gonzaga vs. Cro Cop II  | 11/04/2015 | 1     | 0:08  | Kraków                  |                                                         |
| Derrota | 19-12  | Alan Jouban       | Nocaute (soco)                         | UFC Fight Night: Bader vs. St. Preux     | 16/08/2014 | 1     | 4:23  | Bangor, Maine           | Luta da Noite.                                          |
| Derrota | 19–11  | Thiago Alves      | Decisão (unânime)                      | UFC on Fox: Werdum vs. Browne            | 19/04/2014 | 3     | 5:00  | Orlando, Florida        | Luta da Noite.                                          |
| Vitória | 19–10  | Neil Magny        | Decisãu (unânime)                      | UFC: Fight for the Troops 3              | 06/11/2013 | 3     | 5:00  | Fort Campbell, Kentucky |                                                         |
| Derrota | 18–10  | Brian Melancon    | Nocaute (socos)                        | UFC 162: Silva vs. Weidman               | 06/07/2013 | 1     | 4:59  | Las Vegas, Nevada       |                                                         |
| Derrota | 18–9   | Mike Pierce       | Decisão (unânime)                      | UFC on FX: Sotiropoulos vs. Pearson      | 15/12/12   | 3     | 5:00  | Gold Coast, Queensland  |                                                         |
| Vitória | 18–8   | Simeon Thoresen   | Nocaute (soco)                         | UFC 152: Jones vs. Belfort               | 22/09/2012 | 1     | 4:10  | Toronto, Ontario        |                                                         |
| Vitória | 17–8   | Lance Benoist     | Decisão (dividida)                     | UFC on FX: Johnson vs. McCall            | 08/06/2012 | 3     | 5:00  | Sunrise, Florida        |                                                         |
| Vitória | 16–8   | Matt Brown        | Finalização (guilhotina)               | UFC 139: Shogun vs. Henderson            | 19/11/2011 | 2     | 0:42  | San Jose, California    |                                                         |
| Vitória | 15–8   | Clay Harvison     | Finalização (mata-leão)                | UFC Fight Night: Shields vs. Ellenberger | 17/09/2011 | 2     | 1:12  | New Orleans, Louisiana  |                                                         |
| Vitória | 14–8   | Alex Garcia       | Nocaute Técnico (socos)                | Ringside 10: Cote vs. Starnes            | 09/04/2011 | 2     | 2:44  | Montreal, Quebec        | Ganhou o Cinturão Interino Peso Meio Médio do Ringside. |
| Vitória | 13–8   | Tim McKenzie      | Nocaute Técnico (cotoveladas e socos)  | Tachi Palace Fights 7                    | 02/12/2010 | 1     | 2:15  | Lemoore, California     |                                                         |
| Derrota | 12–8   | Brad Tavares      | Decisão (unânime)                      | The Ultimate Fighter 11 Finale           | 19/06/2010 | 3     | 5:00  | Las Vegas, Nevada       |                                                         |
| Vitória | 12–7   | Tom Nguyen        | Finalização (guilhotina)               | Wild Bill's Fight Night 23               | 30/10/2010 | 2     | 1:32  | Duluth, Georgia         |                                                         |
| Derrota | 11–7   | Roger Bowling     | Nocaute (socos)                        | MMA Big Show: Retribution                | 07/03/2009 | 1     | 0:09  | Vevay, Indiana          |                                                         |
| Vitóra  | 11–6   | James Warfield    | Nocaute (joelhada voadora e socos)     | Evolution MMA                            | 04/10/2008 | 1     | 1:21  | Phoenix, Arizona        |                                                         |
| Vitória | 10–6   | Oscar Montano     | Finalização (triângulo)                | Mexican Fighting Championship            | 20/09/2008 | 1     | 1:30  | Puerto Peñasco          |                                                         |
| Vitória | 9–6    | Antonio Grant     | Nocaute (soco)                         | Silver Crown Fights                      | 08/08/2008 | 1     | 0:11  | Fort Wayne, Indiana     |                                                         |
| Derrota | 8–6    | Donnie Liles      | Finalização (estrangulamento anaconda) | Warriors Collide 4                       | 19/07/2008 | 1     | 2:01  | Colorado                |                                                         |
| Vitória | 8–5    | Eddie Arizmendi   | Finalização (triângulo)                | Rage in the Cage 111                     | 07/06/2008 | 2     | 2:03  | Arizona                 |                                                         |
| Vitória | 7–5    | Jordan Pergola    | Finalização (triângulo)                | XFC 3: Rage in the Cage                  | 02/03/2008 | 1     | N/A   | Tampa, Florida          |                                                         |
| Vitória | 6–5    | Kito Andrews      | Finalização (triângulo)                | Full Moon Fighting                       | 23/02/2008 | 3     | 3:50  | Sonora                  |                                                         |
| Vitória | 5–5    | Chris Kennedy     | Nocaute Técnico (socos)                | Tuff-N-Uff: Thompson vs. Troyer          | 01/02/2008 | 1     | 2:50  | Las Vegas, Nevada       |                                                         |
| Derrota | 4–5    | Dan Molina        | Finalização (chave de calcanhar)       | IFL: Las Vegas                           | 16/06/2007 | 1     | 1:32  | Las Vegas, Nevada       |                                                         |
| Derrota | 4–4    | Brent Beauparlant | Decisão (unânime)                      | IFL: Connecticut                         | 13/04/2007 | 3     | 4:00  | Uncasville, Connecticut |                                                         |
| Vitória | 4–3    | Seth Ballantine   | Finalização (chave de braço)           | RITC 89: Triple Main Event               | 02/12/2006 | 2     | 1:18  | Scottsdale, Arizona     |                                                         |
| Win     | 3–3    | Travos Degrout    | Finalização (estrangulamento))         | RITC 84: Celebrity Theatre               | 01/07/2006 | 1     | N/A   | Phoenix, Arizona        |                                                         |
| Vitória | 2–3    | Johnathan Tsosie  | Finalização (estrangulamento)          | RITC 80: Fight Night at The Fort         | 18/06/2003 | 1     | 1:32  | Fountain Hills, Arizona |                                                         |
| Derrota | 1–3    | Shane Johnson     | Finalização (chave de joelho)          | RITC 79: The Rage Returns                | 02/02/2006 | 1     | 2:29  | Tucson, Arizona         |                                                         |
| Derrota | 1–2    | Gabriel Flores    | Finalização (estrangulamento)          | RITC 76: Hello Tucson                    | 11/11/2005 | 3     | 1:56  | Tucson, Arizona         |                                                         |
| Vitória | 1–1    | Robert King       | Nocaute Técnico (desistência)          | RITC 75: Friday Night Fights             | 30/09/2005 | 1     | 0:35  | Glendale, Arizona       |                                                         |
| Derrota | 0–1    | Ryan Potter       | Finalização (estrangulamento)          | RITC 73: Arizona vs. Nevada              | 06/08/2005 | 1     | 1:18  | Glendale, Arizona       |                                                         |